# Korsberga-Fridene församling
Korsberga-Fridene församling är en församling i Billings kontrakt i Skara stift. Församlingen ligger i Hjo kommun i Västra Götalands län och ingår i Hjo pastorat. 

## Administrativ historik
Församlingen bildades 2010 genom sammanslagning av Korsberga församling och Fridene församling och ingår sedan bildandet i Hjo pastorat.

## Kyrkor
- Fridene kyrka
- Korsberga kyrka